# 데이비드 W. 옥스토비

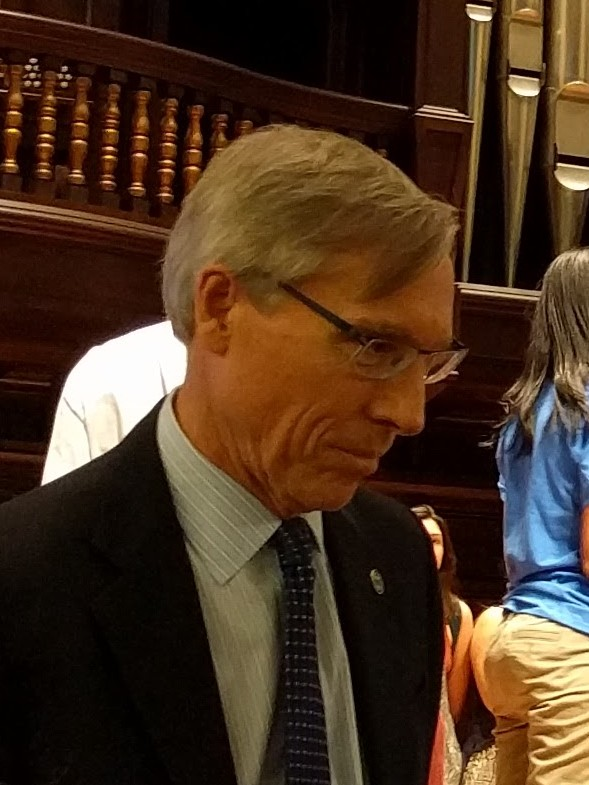
옥스토비 (2017년)

데이비드 윌리엄 옥스토비(David William Oxtoby)는 화학자이자 대학 행정가이다.
그는 하버드 대학교를 졸업하고 캘리포니아 대학교 버클리에서 박사학위를 취득하였으며, 이후 시카고 대학교의 이론화학 교수로 재직하면서 자연과학부 (Division of Physical Science) 학장을 역임하였다. 2003년부터는 포모나 대학 총장으로 재임중이다.
그의 업적으로 가장 유명한 것은 일반화학 교재로 널리 사용되는 《옥스토비의 일반화학》(Principles of Modern Chemistry)을 저술한 것이다. 또한 물리화학자로서 액체, 빛의 산란, 화학 반응 동역학, 상전이 등에 관한 160여 편의 논문을 발표하기도 하였다.